# Club Sport Uruguay de Coronado
El Club Sport Uruguay de Coronado és un club costa-riqueny de futbol de la ciutat de San Isidro de Vázquez de Coronado.
Va ser fundat el 3 de gener de 1936, adoptant el nom del primer campió del món el 1930, Uruguai, i adoptant els colors groc i negre del campió uruguaià Peñarol. In 1961, fou subcampió per darrere de El Carmen. Dos anys més tard es proclamà campió de lliga.

## Palmarès
- Lliga costa-riquenya de futbol:[7]
  - 1963

- Segona Divisió:[8]
  - 1949, 1960, 1967–68, 1986–87, Clausura 2011